# GRB 001219
GRB 001219 ist die Bezeichnung eines Gammablitzes (englisch gamma-ray burst, kurz GRB), der am 19. Dezember 2000 um 15:03:49 Uhr UTC im Sternbild Kiel des Schiffs aufgezeichnet wurde.

## Beobachtung
Er wurde vom Gamma-ray Burst Coordinates Network über eine Dauer von ungefähr acht Sekunden registriert, wobei im gemessenen Bereich von 25 bis 100 Kilo-Elektronenvolt (keV) für eine Viertelsekunde eine Bestrahlung von 9,1 × 10−7 erg/cm2 (0,91 nJ/m2) ermittelt wurde.